# Sabicea bequaertii
Sabicea bequaertii är en måreväxtart som beskrevs av De Wild.. Sabicea bequaertii ingår i släktet Sabicea och familjen måreväxter. Inga underarter finns listade i Catalogue of Life.